# Bulharská lidová republika
Bulharská lidová republika (bulharsky Народна Република България, česká zkratka BLR, bulharsky НРБ) byl státní útvar existující od konce druhé světové války až do roku 1990. Po posílení moci komunistické strany se do čela státu dostal roku 1946 Georgi Dimitrov, za jehož vlády se v zemi zavedl komunistický režim a země byla oficiálně roku 1947 nazvána lidovou republikou. Postupně začal nový režim vystupovat proti politické opozici, zejména za pomoci vykonstruovaných procesů, v nichž bylo množství jejich odpůrců odsouzeno k trestům smrti či k dlouhodobému odnětí svobody. Po většinu padesátých let se v zemi uplatňovaly stalinistické praktiky v zájmu zachování komunistického mocenského monopolu. V polovině padesátých let se stal nejmocnějším mužem ve státě Todor Živkov, který od té doby v Bulharsku vládl až do svržení režimu roku 1989. Roku 1990 byl lidově demokratický bulharský stát na základě úprav ústavy přeměněn na Bulharskou republiku a éra vlády komunismu v Bulharsku tak skončila.
Kultuře v komunistickém období zpočátku udával tón socialistický realismus, až později v průběhu šedesátých došlo k uvolnění. Velké popularity dosáhly hry s tématem idealistického hrdiny bojujícího proti maloměšťácké byrokracii, postupně se začal mezi jinými hudebními proudy prosazovat například jazz. Přes dominanci marxismu-leninismu jako hlavní ideologie státního zřízení bylo vytvořeno několik umělecky vysokých děl v oblasti architektury, umění i literatury. Zejména za Todora Živkova režim začal více podporovat díla oslavující bulharské hodnoty a kulturu. Dosáhlo se úspěchů i v několika vědních oborech. Nicméně tak jako v jiných zemích východního bloku bylo i v Bulharsku mnoho umělců perzekvováno režimem. Jedním z nejvýznamnějších byl novinář a spisovatel Georgi Markov, jenž se stal jedním z čelných kritiků bulharského komunistického režimu.
V hospodářské oblasti se komunistický režim snažil vybudovat nový průmysl a vytvořit systém státních zemědělských družstev s povinnou účastí zemědělců. V tomto směru sice bulharští komunisté uspěli, nicméně neefektivnost mnoha závodů vedla bulharskou vládu k zavádění hospodářských reforem a povzbuzení turistického ruchu. Přes tyto pokusy se na konci osmdesátých let hospodářství ocitlo v krizi, jež dopomohla k pádu komunistického režimu.

## Historie

### Růst komunistické moci v Bulharsku
V září 1944 svrhli příslušníci partyzánů a členové politického uskupení Vojenský svaz, sjednocení do takzvané Vlastenecké fronty, carský režim a oficiálně obnovili v zemi demokracii. To ale již od počátku neodpovídalo zcela pravdě – nový režim začal postupovat proti odpůrcům ještě tvrději, než ten původní. Stovky lidí, domnělí i skuteční viníci, byly zastřeleny bez soudu a tato proklamovaná „očista veřejného života“ tak měla spíše charakter odplaty. Ministerstvo vnitra pod vedením komunisty Antona Jugova rozpustilo policejní složky a zřídilo nové policejní orgány, v nichž měli hlavní slovo bývalí partyzáni. Dodatečným vládním nařízením byla řada nevyjasněných vražd a jiných zločinů částečně legalizována. Přes množství zločinů, které příslušníci carského režimu za války páchali, se rozsah rozsudků jevil jako přemrštěný a probíhající v příliš velkých rozměrech. Vzhledem k tomu, že vedení Bulharské strany práce (neboli komunistů) nadále sídlilo v Moskvě, je pravděpodobné, že k procesům s příslušníky bývalého režimu dal podnět Sovětský svaz a za jeho podpory byla očista státu také uskutečněna.
| „                         | Budou souzeni regenti, ministři, poslanci, vojenští velitelé i policisté, označení jako fašisté. Je to krvavé vyřizování si účtů s bulharskou státností, a ne s hitlerovskými agenty. | “ |
| — Nikola Petkov, agrárník | |   |

Spolu s tím došlo v hospodářství k výraznému posílení státního sektoru znárodněním některých bank, stejně jako lodní a částečně i silniční dopravy. Zároveň proběhla konfiskace německého majetku, rozsáhlejších dolů a strojírenských závodů. V zájmu nastoupení pozdější kolektivizace a získání hlasů pro komunisty byla pozemkovou reformou přerozdělena část konfiskacemi získané půdy zhruba 130 000 rodinám. Vzhledem k nevelkému státnímu pozemkovému fondu (většina půdy již byla v této době majetkem drobnějších rolníků a nebyla zabavena státem) dostala každá rodina pouze zhruba jeden hektar. Za pomoci vykonstruovaných procesů nadále komunisté upevňovali moc v zemi. Oběťmi této snahy o získání moci byli například ministr obrany Damjan Velčov.

### Zahraniční postavení Bulharska ke konci druhé světové války
Brzo po převratu se Bulharsko v zájmu zajištění výhodnějších mírových smluv zapojilo do války proti Třetí říši. Spolu s dalšími vojsky na východní frontě postoupila bulharská armáda z Makedonie jižním a středním Srbskem. Po bojích na Drávě pronikla bulharská vojska do jižního Maďarska a Slovinska. Na počátku května 1945 dosáhli bulharští vojáci Rakouska a o pár dní později byla již Německem podepsána kapitulace – druhá světová válka tak skončila.
Přes tyto zásluhy nebyl Bulharsku přiznán status země bojující proti nacistickému Německu a Bulharsko okupovala Rudá armáda. Země se tak postupně spolu s vývojem zahraniční i vnitřní politické situace dostávala do sovětské sféry vlivu. Díky boji proti Třetí říši se podařilo Bulharsku udržet všechna území, která mělo k 1. lednu 1941. Území získaná od Jugoslávie (Makedonie) a Řecka (západní Thrákie) muselo tedy vrátit, smělo si však ponechat jižní Dobrudžu, která předtím byla od balkánských válek součástí Rumunska. Vzhledem ke spojenecké smlouvě odmítla Jugoslávie požadavky na jakékoliv válečné reparace, na druhé straně ovšem muselo Bulharsko zaplatit 45 000 000 dolarů (v surovinách a zemědělských výrobcích) Řeckému království.

### Upevnění moci komunistické strany
V souvislosti se zostřením mezinárodním vztahů po vyhlášení Trumanovy doktríny o boji za demokracii proti komunistickým povstalcům a režimům došlo k definitivnímu rozdělení Evropy na dvě části – západní (demokratický) a východní (totalitní a komunistický) blok. Spolu s tím vykrystalizoval vývoj i v Bulharsku, kde byla po referendu z roku 1946 zrušena monarchie a vyhlášena republika. Komunisté pomocí s velkou pravděpodobností vykonstruovaných spiknutí a dalším znárodňováním průmyslu získávali moc v zemi. Roku 1947 byla politická opozice úplně zničena. Nikola Petkov, vůdce jedné z agrárnických stran, byl postaven před soud a přes absurdní obvinění odsouzen a v září 1947 popraven. Jeho strana byla rozpuštěna a zakázána. Prokomunističtí agrárníci se zřekli původního programu své strany a přijali za vlastní program komunistický. Sociální demokraté byli donuceni ke sloučení s komunisty a zbytek stran se formálně rozpadl. V prosinci 1947 bylo na základě nové ústavy Bulharsko nazváno lidovou republikou. Vůdčí osobností bulharských komunistů a nejmocnějším mužem státu se stal Georgi Dimitrov, od roku 1945 předseda vlády.

### Období stalinismu

Bulharsko ve východním bloku

Po svém ustanovení se režim zaměřil na kontrolu obecného a kulturního života. Ustavil síť organizací (např. odbory) závislých zcela na komunistické straně, ve kterých bylo pro danou společenskou skupinu v zásadě povinné členství. Dalším krokem bylo získání vlivu nad církví. To se režimu podařilo vytvořením bulharského patriarchátu a zpřetrháním jeho kontaktů se všemi ostatními církvemi kromě ruské. V kultuře se režim projevil snahou o vymýcení „úpadkových žánrů“ a zavedením socialistického realismu jako dominantního uměleckého směru.
Po smrti Dimitrova v roce 1949 převzal vedoucí postavení Vasil Kolarov a po něm Vălko Červenkov. S rostoucí mocí komunistické strany ve státě se prohlubovala i závislost země na Sovětském svazu – zatímco Dimitrov se těšil i podpoře veřejnosti a Kolarov se prezentoval jako jeho nástupce a „druh“, záviselo postavení později nastoupivšího Červenkova již hlavně na vůli Moskvy. Stát se také postupně zapojoval do Východního bloku – V letech 1947 a 1948 došlo k uzavření smluv s Jugoslávií, Polskem, Maďarskem a dalšími komunistickými zeměmi. O rok později se Bulharsko stalo členem Rady vzájemné hospodářské pomoci (RVHP) a roku 1955 se připojilo k Varšavské smlouvě. Z druhé strany byly velmi špatné vztahy s nekomunistickými zeměmi, především s bulharskými sousedy Řeckem (podpora komunistických povstalců během řecké občanské války) a Tureckem (otázka turecké menšiny, pohraniční incidenty, masová emigrace muslimů z Bulharska do Turecka). Zvláštní vztahy se vyvíjely s Jugoslávií, kde po Titově odmítnutí plánu na sjednocení s Bulharskem došlo mezi ním a Stalinem k roztržce. Vzájemné osočování a nepřátelský přístup mezi Jugoslávií a zbytkem Východního bloku trvaly až do Stalinovy smrti roku 1953. Ani poté se však vztahy s Bulharskem nezlepšily vzhledem k otázce bulharské Pirinské Makedonie, kde přestávala být uznávána práva makedonské menšiny. I přes normalizaci vztahů v polovině padesátých let neměly vztahy obou zemí příliš vřelý charakter.
Nadále se pokračovalo v organizování teroru proti domnělé či skutečně existující opozici. Tak jako v době carského režimu i nyní vznikaly v Bulharsku koncentrační tábory, kam byli vězni posíláni bez soudu a na libovolně dlouhou dobu. Jakýkoliv pokus o nepovolenou emigraci se trestal smrtí a odsunem příbuzných proviněného do koncentračního tábora. Nadále se organizovaly zinscenované procesy. Po roztržce Sovětského svazu a tím pádem i ostatních komunistických států s Jugoslávií se dostali před soud tentokrát i vysocí straničtí funkcionáři. Jedním z nich byl i Trajčo Kostov, který byl s několika dalšími obviněn ze špionáže ve prospěch Jugoslávie a západních států. Kostov však nepodlehl mučení příslušníky státní bezpečnosti a sovětskými poradci, u soudu jakákoliv obvinění popřel a celý proces tak zdiskreditoval. I přesto byl odsouzen k trestu smrti a popraven v prosinci 1949, další obvinění obdrželi vysoké tresty minimálně desetiletého a v několika případech doživotního vězení. Následovaly další procesy, které zasáhly velkou část nejvyšších komunistických funkcionářů.

### Přechodné uvolnění a éra Todora Živkova

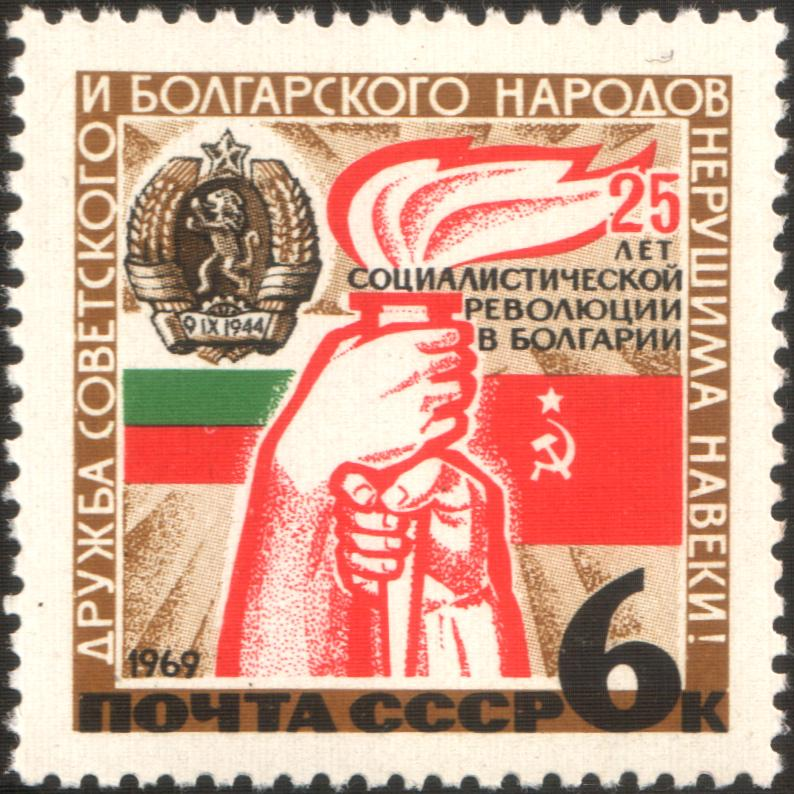
Sovětská známka z roku 1969 oslavující 25 let od revoluce v Bulharsku

Určitou dobu po smrti Stalina roku 1953 došlo pod tlakem nového moskevského vedení v dosavadní bulharské politice represí k určitým změnám. Generální tajemník Vălko Červenkov vystoupil s kritikou sebe sama a kultu osobnosti. Odstoupil ze svojí funkce, avšak ponechal si post předsedy vlády a působil také v politbyru. Roku 1954 byla na základě amnestie propuštěna část politických vězňů. Vedoucí postavení namísto generálního tajemníka získalo kolektivní vedení, v jehož čele stál komunista Todor Živkov. Tato funkce ovšem neoplývala takovými pravomocemi jako post generálního tajemníka. Stejně jako Červenkov i on nebyl demokrat – podílel se například na brutální odplatě příslušníků carského režimu po revoluci v roce 1944. Spolu s postupným uvolňováním začala růst kritika režimu. Nebyl kritizován systém či ideologie, ale jedinci, kteří svými postoji a jednáním původní myšlenku „pozměnili“. Objevil se ale i prostor pro kritiku stávajících poměrů. Živkov tak byl obviněn několika příslušníky strany, že v liberalizaci režimu postupuje jenom v případě, kdy mu to sovětská vláda dovolí. Ozývaly se i hlasy požadující mimořádný sjezd strany, který by měl tyto záležitosti vyřešit. Kritiky se nyní účastnili již i představitelé kulturního dění, tedy novináři, spisovatelé a další. Obavy, že se kritika poměrů vymkne z rukou strany a protikomunistická povstání v Maďarsku a Polsku nakonec vedly k zastavení liberalizace a k opětovnému zavedení opatření proti opozici. Na podzim 1956 bylo během několika dní zatčeno více než 500 lidí a snaha o demokratizaci prohlášena za „dílo nepřátel socialismu“.
V dubnu 1956 se díky sovětské podpoře stal novým vedoucím stranickým činitelem Todor Živkov, který se poté udržel u moci až do pádu režimu v roce 1989. Živkov povětšinou kopíroval politiku Sovětského svazu a zároveň se snažil co nejvíce si moskevské vedení naklonit. Byl si vědom toho, že Bulharsko se nachází na strategickém, avšak citlivém místě mezi Jugoslávií provádějící nezávislou zahraniční politiku a Řeckem a Tureckem, které byly členy NATO, avšak mezi kterými panovaly nepříliš přátelské vztahy. Sovětské vedení tedy potřebovalo, aby se v Bulharsku udržoval stabilní systém a neváhalo by v případě nutnosti Živkova obětovat. Ten se proto snažil opřít o některé sociální složky obyvatelstva, jejichž věrnost hodlal získat zvýšením životní úrovně (například zvyšováním výkupních cen zemědělských výrobků či navýšením minimálních důchodů). To však značně zatěžovalo rozpočet a režim tedy musel tíhnout k určitým ekonomickým reformám, které dávaly podnikům větší samostatnost a zájem o vlastní výrobu. Projekt se vyvíjel úspěšně a později byl aplikován ve více než 60% všech podniků, roku 1968 však byl zrušen. Byl totiž přesnou kopií hospodářského systému v Československu, kde byl po srpnové invazi sovětských vojsk znovunastolen represivní kurz, a z politického hlediska nadále nevyhovoval. Podporu obyvatelstva se režim pokoušel získat i pokusem přesvědčit populaci, že bulharský režim se snaží obhajovat i národní zájmy a nejen zájmy Sovětského svazu. Tak došlo k zlepšení kontaktů s Řeckem a Tureckem, avšak s Jugoslávií se přes některé pokroky nadále udržoval konfliktní vztah, a to zejména kvůli nadále trvající makedonské problematice, kde bulharská vláda nadále považovala příslušníky makedonského národa za Bulhary.

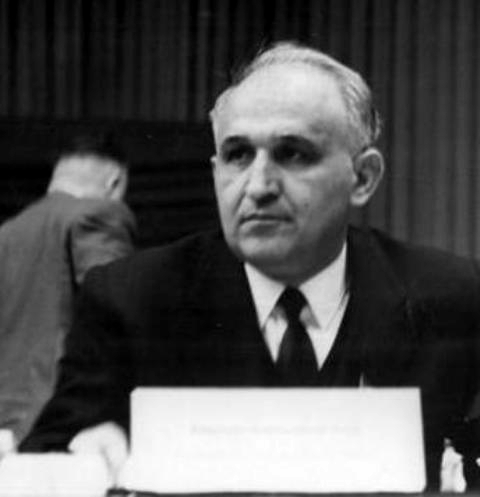
Todor Živkov

Po celou dobu patřil komunistický režim v zemích Východního bloku k těm konzervativnějším a následkem represivních opatření zde téměř chyběla politická opozice. I přesto se objevilo několik pokusů o svrhnutí režimu (například spiknutí Ivana Todorov-Goruni), ty však byly již v zárodku zlikvidovány. Živkovova moc byla v sedmdesátých letech dále upevněna vydáním nové ústavy. V té bylo zakotveno vytvoření Státní rady obdařené rozsáhlými pravomocemi, v jejímž čele stál po téměř celou dobu trvání režimu sám Todor Živkov. Význam premiéra a ostatních funkcí tak poklesl a Živkov nepokrytě nastolil režim osobní moci.
Od sedmdesátých let docházelo i k pozvolné přeměně režimu od oslavování Sovětského svazu k podpoře vlastních národních tradic. Zásadní podíl měla na tom Živkovova dcera Ljudmila. Bulharská kultura se během tohoto období prezentovala nejen doma, ale i v zahraničí. Pořádaly se výstavy a bulharští umělci byli štědře dotováni státem (čímž si je však zároveň režim snažil naklonit). Spolu s podporou bulharské kultury však začal růst problém turecké menšiny, která v Bulharsku tvořila zhruba 9% obyvatelstva. Státní správa považovala tuto část populace za nebezpečnou složku společnosti, schopnou ohrozit územní celistvost státu odtržením tureckých částí (zejména Rodop) od Bulharska. Režim se snažil tento živel asimilovat zavíráním tureckých škol a nakladatelství. Tím však vládní složky vyprovokovaly dvojici teroristických útoků ze srpna 1984, na což vláda odpověděla ještě tvrdším postupem proti tureckému etniku. Měla být zakázána turecká jména a jejich majitelé si měli vybrat bulharská. To se nejen že setkalo s neúspěchem, ale vedlo i k zhoršení pozice státu v zahraničí a zejména k výraznému zhoršení vztahů s Tureckem.

### Pád režimu
Spolu s problémem turecké otázky se komplikovala ekonomická situace. Komunistický hospodářský systém nebyl schopen dosáhnout takové efektivity jako tržní ekonomika a komunistické země tak za západními kapitalistickými státy pomalu zaostávaly. Krizi navíc zhoršila i skutečnost, že Sovětský svaz vedený v té době Michailem Gorbačovem nemínil zasahovat do vývoje v jednotlivých státech, takže komunističtí funkcionáři museli řešit problémy bez sovětské podpory. Přes pokusy o administrativní reformu a liberalizaci systému se režim nemohl těšit podpoře bulharské inteligence, jež se postavila za několik příslušníků turecké menšiny, kteří se rozhodli v květnu 1989 uspořádat protestní hladovku. Aby se Živkov vyhnul případnému konfliktu, rozhodl se k populistickému kroku a nabídl Turkům možnost odchodu do kapitalistického Turecka, jsou-li ochotni opustit socialistické Bulharsko. Velké množství Turků se skutečně rozhodlo odejít a začali masově opouštět zemi. Brzy přesáhl počet emigrantů přes 100 000 osob a turecká vláda byla nucena uzavřít s Bulharskem hranice. Podle některých údajů se stihlo vystěhovat z Bulharska více než 300 000 příslušníků turecké menšiny.
Nedůsledné reformy jen zvyšovaly celkovou nestabilitu ve státě, navíc vystěhování Turků znamenalo pro Bulharsko další zhoršení mezinárodní pozice. Proti Živkovovi začalo v létě 1989 sílit opoziční hnutí, postupně získávající stále větší podporu a organizující akce proti vyhánění bulharských Turků. vytvářela se též ekologická sdružení a opoziční křídlo se utvořilo i v samotném ústředním výboru komunistické strany, kde část politiků zastávala názor, že je nutno stranu se zastaralou marxisticko-leninskou doktrínou přebudovat v politickou organizaci stavící na principech sociálnědemokratických stran. Do čela této skupiny se postavil ministr zahraničních věcí Petăr Mladenov. Poté, co se ujistil, že Živkov nadále nemá Gorbačovovu podporu, vystoupil Mladenov 10. listopadu v ústředním výboru. Živkov se vzdal funkce generálního tajemníka a 17. listopadu i předsedy Státní rady. Na jeho místo nastoupil Mladenov. 14. ledna 1990 byl z ústavy vypuštěn článek o vedoucí úloze Komunistické strany Bulharska ve státě. V zemi se ale již od prosince 1989 začala konstituovat politická opozice a samotná komunistická strana se o dva měsíce později zreformovala, zřekla se marxismu-leninismu a přihlásila se k sociálnědemokratické orientaci. Záhy po pádu Živkova tedy zanikl i samotný komunistický režim a Bulharsko (od 12. července 1991 Bulharská republika) se stalo pluralitní demokracií s tržní ekonomikou.

## Kultura

### Obecný kulturní vývoj po druhé světové válce
Po roce 1944 se v bulharské kultuře začala prosazovat komunistická ideologie. Umění bylo bráno jako nástroj totalitního systému a jeho působení na společnost. Přes tyto projevy režimu došlo na druhou stranu k rozvoji zejména ve školství. Během čtyřiceti let trvání komunistické nadvlády se počet vysokých škol zvýšil z pěti na třicet, počet učitelů na těchto školách stoupl z 453 roku 1944 na 12 622 v roce 1983 a počet studentů ve stejném období ze zhruba 10 000 na více než 85 000. Po reorganizaci Bulharské akademie věd se staly základní složkou výzkumu akademické ústavy, kterých již bylo v osmdesátých letech v Bulharsku čtyřicet.

### Umění povolené režimem
V literatuře měl vedle jiných významné postavení Dimităr Talev (díla Železný kahan, Ilinden, Prespanské zvony, Slyším vaše hlasy?, Samuel), píšící zejména romány z bulharské historie. Dalšími významnými postavami byli Nikolaj Chajtov (sbírky povídek Habrové větve, Horské povídky, Divoké povídky, divadelní hra S loďkou v lese, dále napsal scénář k jednomu z nejznámějších bulharských filmů Kozí roh), Blaga Dimitrovová (sbírky Svět v hrsti, Odsouzení k lásce a jiné, romány Objížďka, Poslední soud, Lavina, Obličej, dále díla z oblasti literatury faktu Mládí Bagrjanovové a Dny černé a bílé; v letech 1992 až 1996 působila Dimitrovová jako bulharská viceprezidentka), jedním z nejoriginálnějších bulharských autorů byl Jordan Radičkov (prózy Obrácená obloha, Horké poledne, Sveřepá nálada, Střelný slabikář, Všichni a nikdo, Něžná spirála, Noemova archa a divadelní hry Mela, Leden, Poslední léto, Lazarica a Pokus o let).
V případě divadla je v padesátých letech významnější autorem pouze Kamen Zidarov (Carská milost, Ivan Šišman) Většina bulharských divadel byla zestátněna a na náplň her měla rozhodující vliv především komunistická strana. Od konce padesátých let dochází k uvolnění od pravidel socialistického realismu a v dramatickém umění přichází takzvaná „poetická vlna“ (autoři Ivan Pejčev, Georgi Džagarov; dále příslušníci takzvané burgaské skupiny  – Leon Daniel, Julia Ognjanovová, Metodi Andfonov a další; krom nich se utvořilo také Státní satirické divadlo, které se vyznačovalo mimo jiné improvizací a inovací výrazových prostředků). V šedesátých letech bylo velmi oblíbené „drama všedního dne“ o mladých lidech, idealistech, bojujících s maloměšťáckými byrokraty. Nejvýznamnějším autorem tohoto období je Dragomir Asenov. V sedmdesátých letech se divadlo dočkalo nového rozvoje a stalo se zároveň náhražkou politické opozice, kdy byly některé hry chápány jako alegorie vůči současné politické situaci. Mezi významné autory tohoto období patří například Kolja Georgiev (Čtyřicet pět stupňů Richterovy stupnice), Georgi Danailov (Solunští spiklenci), Jordan Radčikov (Panika, Leden, Pokus o let), Konstantin Iliev (V říjnu bez tebe, Bazalka pro švagra, Nirvána) nebo Stanislav Stratiev (Římská lázeň, Semišové sako, Linka, Maximalista). V osmdesátých letech se divadlo již osvobozovalo od diktátu totalitního režimu a režiséři jako Stojan Kambarev nebo Stefan Moskov zapojovali při vytváření her do divadla nové prvky.
Vedle divadla se začala projevovat i kinematografie například s režiséry Zachriem Žandovem, Christo Christovem, Ljudmilem Stajkovem a dalšími. Došlo k vzestupu animovaného filmu zásluhou Todora Dinova, Stojana Dukova a jiných.
U hudby platila po dlouhou dobu jako hlavní žánr masová píseň, někdy též s politickou tematikou (Georgi Dimitrov, Ljubomir Pipkov, Svetoslav Obretenov). Psaly se písně pro lidové sbory. Koncem padesátých let se začala zřetelněji projevovat tvorba například operety (Bencion Eliezer, Dimităr Tapkov a jiní). V symfonické hudbě převažovala historická a hrdinská témata (například Pančo Vladigenov a jeho Heroická overtura). Až v sedmdesátých letech se začali autoři více zajímat o inovaci výrazových prostředků. Jako nový žánr se objevila hudba filmová. Zatímco u hraných filmů vynikal například Filip Kutev, u dokumentárních a kreslených filmů jsou známí Atanas Bojadžiev a Dimităr Griva. V oblasti populárních písní se v šedesátých letech dočkala velké popularity estrádová hudba (Josif Cankov, Žul Levi, Emil Georgiev a další). Jen pomalu se v Bulharsku prosazoval jazz a původně byl brán jen jako taneční hudba. První jazzové koncerty se začaly konat až v šedesátých letech. Vrchol jazzové tvorby představuje dílo Milča Levieva.
Výtvarné umění se dále vyvíjelo v rámci realistických směrů, kde měl dominantní vliv zejména socialistický realismus. V této době tvořili například Ilja Petrov, Zlatju Bojadžiev a Dečko Uzunov, z mladší generace pak Georgi Baev nebo Dora Bonevová. V sochařství se prosadili Veličko Minekov nebo Georgi Čapkanov. V architektuře vznikaly mohutné stavby symbolizující novou komunistickou epochu a krom nich i nevzhledná sídliště. Přesto byly během trvání lidové republiky postaveny i stavby s vyšší uměleckou hodnotou.
Došlo též k značnému rozvoji věd. Přes dominanci marxismu-leninismu ve filozofii se objevilo množství význačných osobností v ekonomii, historiografii, jazykovědě, národopisu, literární vědě, matematice, fyzice, lékařství a dalších vědách.

### Živkovova éra

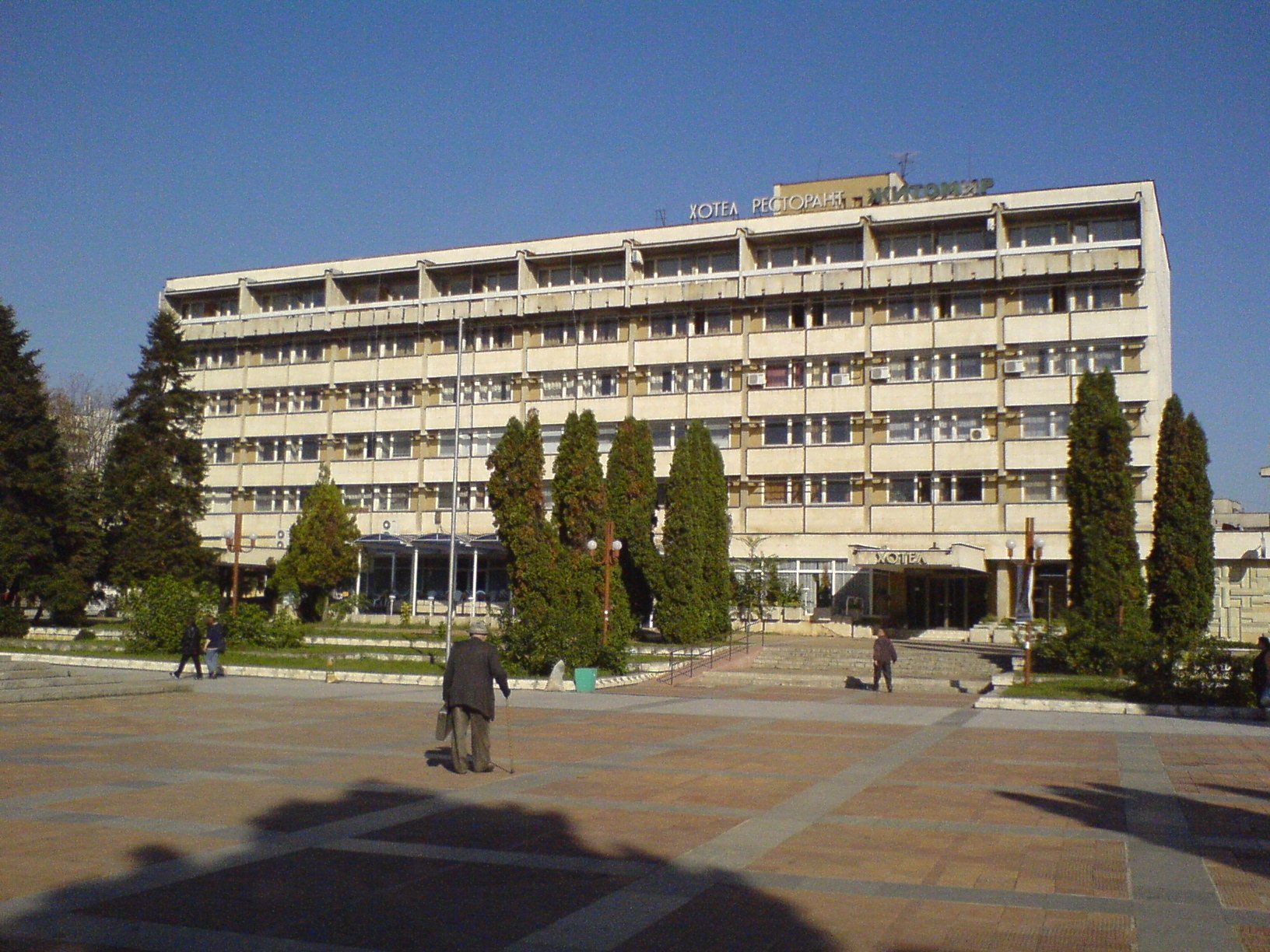
Hotel Житомир (Žitomir) v oblasti bulharské Montany